# Ľubomír Zvoda
Ľubomír Zvoda (* 30. října 1955) je bývalý slovenský fotbalista, útočník.

## Fotbalová kariéra
V československé lize hrál za Duklu Banská Bystrica a Slavii Praha. Dal 4 ligové góly. Ve druhé nejvyšší soutěži hrál za Vagónku Poprad, nastoupil v 76 utkáních a dal 3 góly.

## Ligová bilance
| Ročník                                      | Zápasy | Góly | Klub                  |
| ------------------------------------------- | ------ | ---- | --------------------- |
| 1. československá fotbalová liga 1977/78    | 6      | 0    | Dukla Banská Bystrica |
| 1. československá fotbalová liga 1978/79    | 23     | 3    | Slavia Praha          |
| 1. československá fotbalová liga 1979/80    | -      | 1    | Slavia Praha          |
| 1. československá fotbalová liga 1980/81    | 1      | 0    | Slavia Praha          |
| 1. slovenská národní fotbalová liga 1981/82 | 29     | 1    | Vagónka Poprad        |
| 1. slovenská národní fotbalová liga 1982/83 | 29     | 1    | Vagónka Poprad        |
| 1. slovenská národní fotbalová liga 1983/84 | 18     | 1    | Vagónka Poprad        |
| CELKEM                                      | -      | 4    |                       |